# Велесов, Григорий Никитович
Григо́рий Ники́тович Ве́лесов (Ве́лисов, (1906, Сопинина, Пермская губерния — 15 февраля 1945, Райхенбах, провинция Померания) — участник Великой Отечественной войны. Гвардии старшина, Герой Советского Союза. Член ВКП(б).
Командир орудия 60-го гвардейского кавалерийского полка (16-я гвардейская кавалерийская дивизия, 7-й гвардейский кавалерийский корпус, 1-й Белорусский фронт), особо отличившийся в бою 16 февраля 1945 года в районе села Райхенбах в Польше, в ходе которого он лично подбил 4 танка и 2 бронетранспотёра противника. При выполнении задания Г. Н. Велисов погиб.

## Биография

### Ранние годы
Григорий Никитович Велесов родился в 1906 году в русской крестьянской семье в деревне Сопинина Мехонской волости Шадринского уезда Пермской губернии, ныне деревня входит в Спицынский сельсовет Шатровского района Курганской области). Там же окончил школу-семилетку.
В 1930 году переехал в Туркменскую ССР, где стал работать заведующим складом «Заготзерно» в городе Байрам-Али Марыйской области (ныне — в Байрамалинском этрапе, Марыйского велаята Туркменистана).
В 1941 году был призван на службу в Рабоче-крестьянскую Красную Армию Байрам-Алийским райвоенкоматом. С сентября 1943 года на фронтах Великой Отечественной войны. Участвовал в боях на Сталинградском, Центральном и 1-м Белорусском фронтах.
К февралю 1945 года гвардии старшина Григорий Велесов был назначен командиром орудием 60-го гвардейского кавалерийского полка 16-й гвардейской кавалерийской дивизии. Особенно отличился во время Висло-Одерской наступательной операции.

### Подвиг
14 февраля 1945 года 60-й гвардейский кавалерийский полк принял участок обороны 2-го батальона 692-го стрелкового полка 212-й стрелковой дивизии у населённого пункта Райхенбах в районе Арнсвальде (нем. Arnswalde) административного округа Штеттин провинции Померания, ныне — солецтво Радачево (пол. Radaczewo (województwo zachodniopomorskie)) в гимне Хощненского повята Западно-Поморского воеводства Республики Польша, в 5 километрах к северо-западу от города Хощно (ранее — город Арнсвальде).
15 февраля 1945 года противник (Дивизия «Великая Германия») переправился в районе Фарцолль и повёл наступление на Райхенбах. В 11:30 15 февраля мотопехота противника на самоходных орудиях атаковала боевые порядки 1-го эскадрона, смяла его, и прикрываясь пересечённой местностью вышла к Райхенбах в районе огневых позиций батареи 76-мм орудий, 82-мм миномётов и расположения тылов 1-го эскадрона. Самоходные орудия и бронетранспортёры противника были встречены огнём в упор трёх 76-мм орудий. После того как расчёты орудий были выведены из строя, противник вырвался на северную окраину Райхенбах и южнее 200 м Райхенбах. На перекрёстке дорог был встречен огнём 76-мм орудия Велесова и станковым пулемётом, и приостановили движение. По данным наградного листа вёл бой против 17 вражеских тяжёлых танков. Один из снарядов разорвался рядом с Григорием Велесовым, оглушив его. Когда он пришёл в себя, то увидел, что весь его расчёт погиб. Действуя в одиночку за весь расчёт, Велесов подбил 4 танка и 2 бронетранспортёра (по данным Наградного листа) или 3 самоходки Велесов подбил вместе с расчётом (по данным Журнала боевых действий 60 гв. кп). Когда немецкие войска ворвались на позиции расчёта, Григорий Никитович Велисов погиб в рукопашной схватке с ними (в Именном списке безвозвратных потерь личного состава указана дата смерти 15 февраля 1945 года, а в Наградном листе указана дата смерти 16 февраля 1945 года). Похоронен на месте боёв, в Райхенбахе (ныне в Западно-Поморском воеводстве Польши). На этом участке борьба была прекращена, подразделения стали отходить на Петцник (пол. Piasecznik (powiat choszczeński)) и заняли оборону восточнее населённого пункта. В течение ночи с 15 на 16 февраля было отмечено большое скопление танков и автомашин на южной окраине Райхенбах. Подтянув резервы противник продолжил наступление из района Райхенбах, а 60-й гвардейский кавалерийский полк перешёл к обороне, 22 февраля полк переброшен на другой участок фронта. 23 февраля 1945 года 311-я стрелковая дивизия 89-го стрелкового корпуса 61-й армии овладела Райхенбахом.
За свой подвиг гвардии старшина Григорий Никитович Велисов 31 мая 1945 года был посмертно удостоен звания Герой Советского Союза с вручением медали «Золотая Звезда» и Ордена Ленина.

## Награды
- Герой Советского Союза (31 мая 1945)[2][8][9]:
  - Медаль «Золотая Звезда»
  - Орден Ленина
- Две медали «За отвагу» (12 октября 1943; 23 января 1944)[3]
- Медаль «За боевые заслуги» (25 сентября 1943)[3]
- Медаль «За оборону Сталинграда» (15 апреля 1944)[10]

## Память
В Уфе имя Григория Велисова увековечена золотыми буквами на мемориальных досках вместе с другими именами всех 78-и Героев Советского Союза 112-й Башкирской (16-й гвардейской Черниговской) кавалерийской дивизии на здании Национального музея Республики Башкортостан, а также его имя был высечено на здании Музея 112-й Башкирской (16-й гвардейской Черниговской) кавалерийской дивизии.
Памятник Герою Советского Союза Григорию Никитовичу Велесову, был установлен в родной деревне Сопинина.

## Комментарии
1. ↑  Отчество Никитович приводится в официальных документах и других авторитетных источниках, однако отчества от русских имен на -а с морфом -овыч (Никитович, Саввович) противоречат литературной норме. В данном случае, отчество, соответствующее правилам грамматики русского языка, Никитич[1].